# Crithopsis
Crithopsis  Jaub. & Spach é um género botânico pertencente à família Poaceae, subfamília Pooideae, tribo Triticeae.
Suas espécies ocorrem na Europa, África e regiões temperadas da Ásia.

## Espécies
- Crithopsis brachytricha Walp.
- Crithopsis delileana (Schult.) Roshev.
- Crithopsis rhachitricha Jaub.